# 孤波

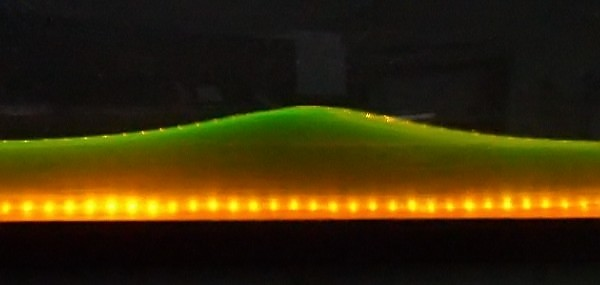
在实验室中造波水槽里水的孤波（Solitary wave）。

钟型孤立子

扭型孤立子

呼吸子

加德纳方程孤波

库普-库珀施密特方程孤波

孤波（英語：soliton或solitary wave）又称孤子波、孤立子、孤立波，是非线性科学三大分支之一，应用于物理、数学等诸多领域。
孤波是一类由于非线性作用引起的横波，它在运动过程中形状保持不变。其初等函数的解析表示最早于1895年获得，并随着量子力学、电子计算机等科学技术的发展逐步受到重视。
需要注意的是，虽然在许多场合下，孤波（solitary wave）与孤子（soliton）会被混淆使用，但严格来说并不是一个概念。
孤波（solitary wave）：孤波是一类局部化（localized）的行进波。也就是说孤波在行进时速度与波形都不会发生改变，且波的边缘无限接近于零（波的大小不为无限）。一维的孤波一般可以用{\displaystyle f(x\pm ct)}来表示（{\displaystyle c}为行进速度，{\displaystyle x}为坐标，{\displaystyle t}为时间）。
孤子（soliton）：孤子是条件更加严格的孤波。各孤波碰撞后，各自的行进速度与波形仍然不发生变化的孤波才被称为孤子。更为具体的定义为，如一个系统的多个孤波解的线性组合也是这个系统的解的话，这样的孤波解会被称为这个系统的孤子解。
物理学家经常混用两者的理由一般为：实验中无法确认一个物理对象是否为孤子。因为无法用无限的时间来观测一个物理对象，即无法确定在未观测的过去与不可知的未来里该对象是否保持着孤子的性质。因为这个理由，在实践中物理学家一般会将一段较长时间内保持着孤子性质的孤波称为孤子。但对于数学领域的孤波和已经给定了哈密顿量（或拉格朗日量）的可解系统，是可以通过数学计算来确定解是否为孤子的。
在物理学中，称呼一个波为孤子（或孤波）可以指这个波本身在空间坐标中是孤子（或孤波），亦或是这个波的能量密度函数在空间坐标中是孤子（或孤波）。前者的例为KdV方程的2-soliton解。后者的例为Sine-Gordon方程的kink解。

## 历史
苏格兰科学家、造船工程师約翰·史考特·羅素（1808–1882）于1834年8月在英国联合运河旁骑马时发现了自然界中的孤波——水面上滚动的水柱以每小时8-9英里的速度向前滚动，持续超过一英里。10年后，他在英国科学促进协会第14届会议上，发表论文《论水波》也称为罗素水波。

## 数学模型
孤波解是一类特殊的非线性偏微分方程的行波解。KdV方程、mKdV方程、非線性薛定谔方程式、Sine-Gordon方程和高次Boer-Kraup系统都有孤波解。

## 分类
孤波有如下几种类型：钟型孤波、反钟形孤波、扭型孤波、反扭型孤波，呼吸子等。

暗孤立子
双孤立子
震动孤立子

孤子按照形状和相位的角度可以分为亮孤子和暗孤子，暗孤子又可以分为黑孤子和灰孤子。亮孤子的波峰向上，相位是一个常数。而暗孤子有一个下凹的峰，在最底部的相位有π角度的突变，而灰孤子的幅值相对较小，且相位连续变化。另外还新发现了只能存在于周期系统的能隙亮孤子。
根据产生时抵消平衡的是衍射还是色散，光学中的孤子分为两类，时间孤子和空间孤子。非线性效应与色散效应导致平衡时，形成时间孤子。空间孤子的形成是由于自聚焦效应导致的光束紧缩与衍射作用下的光束扩散相抵消造成的。
其它常见分类 
- 根据横向维数不同，可以分为一维孤子和二维孤子。
- 根据介质中有无耗散，可以分为耗散孤子和无耗散孤子。
- 根据孤子的分量数目的不同，可以分为矢量孤子和标量孤子。矢量孤子由多个分量组成，保持稳定需要多个分量组成，而标量孤子不需要。
- 根据孤子解的阶数，分为高阶孤子（higher-order solitons）和基本孤子（fundamental solitons）。
- 由于介质非线性折射率不同，可以分为克尔型孤子和饱和型孤子，克尔型孤子所在介质的非线性折射率与光强强度成正比，而饱和型非线性折射率随着光强强度增加趋于饱和。

## 应用
孤波应用于从量子力学到光信息传输到蛋白质和DNA结构等诸多领域。

### 光学
光学中，单一光波束称为孤波。理论上传输稳定，不失真，被实验於光纤通信领域。
光孤立子(光孤子)，是一種脈衝，當色散被非線性效應抵銷時則此脈衝將傳輸一段距離而不會失真。

### 理论物理
- 非线性{\displaystyle \mathrm {O} (3)}{\displaystyle \sigma }模型的解是孤子的一种，被用来描述等向性铁磁体的统计力学性质。[10][11]
- 胡夫特·泊里雅科夫单极子（英语：'t Hooft–Polyakov monopole）是带有规范群(例如电弱统一{\displaystyle \mathrm {SU} (2)\times \mathrm {U} (1)})的杨-米尔斯场耦合了一个纯量场后的解。它也是拓扑孤子的一种。最初胡夫特从电弱统一出发推导出胡夫特·泊里雅科夫单极子（英语：'t Hooft–Polyakov monopole）证明了磁单极子的理论存在。[12]之后该数学解在弦论中也有所应用。[13]
- 斯格明子作为拓扑孤子的一种，在凝聚态理论与高能理论中皆有应用。最初斯格明子被托尼·斯格明（英语：Tony Skyrme）用来作为描述核子的数学模型。[14][15][16][17]经过多年的认知与发展，被应用于包括弦论在内的多种粒子/高能物理学说中。[18][19][20][21][22]在凝聚态理论中斯格明子，尤其是磁斯格明子（英语：Magnetic skyrmion），由于拓扑稳定性等拓扑特性，得到了广泛的研究。[23]